# Diego Scotti
Diego Scotti Ponce De León (Montevideo, 14 de enero de 1977) es un exfutbolista uruguayo que se desempeñaba como volante de contención. 
Se retiró en junio de 2020, siendo hasta ese momento uno de los jugadores más longevos en actividad del fútbol uruguayo con 43 años.
De fuerte carácter, en un momento debió decidir entre el fútbol y el tenis; habiendo escogido el primero, ha demostrado tener cualidades para su desempeño.
En el mundo del fútbol existe la confusión con su hermano Andrés, también exfutbolista que jugaba de defensor.

## Trayectoria
Debutó en primera división en 1998 en Nacional, equipo en el que había hecho las formativas. Salió campeón del Campeonato Uruguayo de Primera División 1998. Al año siguiente salió subcampeón luego de perder la final contra Peñarol. Vuelve a salir campeón nacional el 2000 con Nacional.
Su primer pasaje por el exterior se dio en Gimnasia y Esgrima La Plata en 2001.
Dentro de su trayectoria se destaca su participación en Unión Española de Chile, equipo en el que se mantuvo más de cuatro años y con el que siente muy ligado.
Dejó al club chileno a mediados de 2015 por su deseo de volver a su país. Durante 2015/2016 fue jugador de Montevideo Wanderers.
En el último tramo de su carrera fue parte del plantel de Club Atlético Boston River con el que jugó la Copa Conmebol Sudamericana 2017/2018. Se retiró en dicho club en junio de 2020

## Clubes[2]
| Club                        | País      | Año         |
| --------------------------- | --------- | ----------- |
| Nacional                    | Uruguay   | 1998 - 2000 |
| Gimnasia y Esgrima La Plata | Argentina | 2001 - 2002 |
| Tianjin Teda                | China     | 2002        |
| Nacional                    | Uruguay   | 2003        |
| Gimnasia y Esgrima La Plata | Argentina | 2004 - 2005 |
| Olimpia                     | Paraguay  | 2005 - 2006 |
| Montevideo Wanderers        | Uruguay   | 2006        |
| Audax Italiano              | Chile     | 2007        |
| Newell's Old Boys           | Argentina | 2008        |
| Racing Club de Montevideo   | Uruguay   | 2009        |
| Córdoba                     | España    | 2010        |
| Miramar Misiones            | Uruguay   | 2010        |
| Unión Española              | Chile     | 2011 - 2015 |
| Montevideo Wanderers        | Uruguay   | 2015 - 2016 |
| Club Atlético Boston River  | Uruguay   | 2016 - 2020 |

## Palmarés
| Título                      | Club           | País    | Año    |
| --------------------------- | -------------- | ------- | ------ |
| Primera División de Uruguay | Nacional       | Uruguay | 2000   |
| Primera División de Chile   | Unión Española | Chile   | 2013-T |
| Supercopa de Chile          | Unión Española | Chile   | 2013   |

## Datos de la carrera

### Participaciones en copas internacionales

#### Copa Libertadores
- Club Nacional de Football (Uruguay) 1999-2000 y 2003
- Audax Italiano (Chile) 2007
- Racing Club de Montevideo (Uruguay) 2009
- Unión Española (Chile) 2011, 2012 y 2014

#### Copa Sudamericana
- Gimnasia y Esgrima La Plata (Argentina) 2002
- Club Nacional de Football (Uruguay) 2003
- Audax Italiano (Chile) 2007

### Partidos jugados
- Partidos jugados en Copas internacionales: 31 partidos disputados y 1 gol convertido.
- Partidos Jugados en Argentina: 82 partidos disputados y 3 goles convertidos.
- Total partidos Jugados: 238 partidos